# Nokia 6315i
Il Nokia 6315i è un telefono prodotto dall'azienda finlandese Nokia, messo in commercio nel 2006, e destinato al mercato dell'America del Nord.

## Caratteristiche
- Dimensioni: 89 x 47 x 18.3 mm
- Massa: 95 g
- Risoluzione display interno: 176 x 220 pixel a 262 144 colori
- Durata batteria in conversazione: 4,2 ore
- Durata batteria in standby: 235 ore (9 giorni)
- Fotocamera: 1 megapixel
- Bluetooth e USB

## Kit d'acquisto
- Batteria
- Manuale d'uso
- Caricabatteria